# بريزين (إزار)
بريزين هي بلدية في إزار في جنوب شرق فرنسا.